# Skalenfaktor
Der Skalenfaktor {\displaystyle a} ist ein Parameter in den Gleichungen des Friedmann-Lemaître-Robertson-Walker-Modells, das in der Kosmologie und Astronomie eine wichtige Rolle spielt. Er beschreibt die zeitliche Veränderung von Distanzen im Universum und innerhalb dieses Modells damit auch die Expansion des Universums.

## Erklärung
Der Skalenfaktor ist eine Funktion der Zeit und stellt zwischen einem Koordinatenmaß {\displaystyle D(t)} und mitbewegten Koordinaten {\displaystyle D_{c}} einen mathematischen Zusammenhang her:
{\displaystyle a(t)={\frac {D(t)}{D_{c}}}.}
Der Skalenfaktor kann in Abhängigkeit der physikalischen Einheit der mitbewegten Entfernung die Einheit einer Länge haben oder dimensionslos sein. In der modernen Kosmologie wird die mitbewegte Entfernung als die heutige physikalische Entfernung gesetzt. Sie hat damit die physikalische Einheit einer Länge. Der Skalenfaktor wird deshalb dimensionslos gewählt. Für den heutigen Zeitpunkt {\displaystyle t_{0}} gilt:
{\displaystyle a(t_{0})=1.}
Mit Hilfe der Friedmann-Gleichungen und dem Skalenfaktor können innerhalb dieses Modells die zeitabhängigen Materie-/Energiedichten der verschiedenen Komponenten des Universums berechnet werden. Maßgeblich ist jeweils der sogenannte Verdünnungsexponent n.  Dieser ergibt sich aus dem Parameter w der Zustandsgleichung (equation of state):
{\displaystyle n=3(w+1)}
{\displaystyle \rho _{x}(t_{2})=\rho _{x}(t_{1})\left({\tfrac {a(t_{1})}{a(t_{2})}}\right)^{n}}
- Die Dichte von nicht relativistischer Materie wie Himmelskörper, Staub oder Gas wird mit der Expansion auf großer Skala in drei Dimensionen verdünnt und hat den Zustandsparameter w=0 also n=3:

{\displaystyle \rho _{m}(t_{2})=\rho _{m}(t_{1})\left({\tfrac {a(t_{1})}{a(t_{2})}}\right)^{3}}
- Die Dichte der Strahlung setzt sich aus Photonendichte (siehe auch Hintergrundstrahlung) und Neutrinodichte (siehe auch Kosmischer Neutrinohintergrund) zusammen, insgesamt mit dem vierfachen Faktor (w=1/3 und n=4):

{\displaystyle \rho _{r}(t_{2})=\rho _{r}(t_{1})\left({\tfrac {a(t_{1})}{a(t_{2})}}\right)^{4}}
- Die Krümmung des Raumes ergibt sich aus dem Quadrat des Krümmungsradius und verändert sich somit mit dem zweifachen Faktor (n=2):

{\displaystyle \rho _{k}(t_{2})=\rho _{k}(t_{1})\left({\tfrac {a(t_{1})}{a(t_{2})}}\right)^{2}}
- Die Dichte der Vakuumenergie ist hingegen konstant und ändert sich nicht mit der Expansion (w=-1 und n=0).

In gleicher Weise lassen sich die anteilsmäßigen Dichteparameter {\displaystyle \Omega _{x}} herleiten, wobei alle Teildichten durch die kritische Dichte normiert werden.
Zu beachten ist noch, dass sich die Zusammensetzung der Komponenten im sehr frühen Universum z. B. durch Phasenübergang, Thermalisierung, Reheating, Ausfrieren, Zerfall, Annihilation und Paarbildung etc. vielfach verändert hat.

## Bedeutung
Der Skalenfaktor ergibt unmittelbar die Vergrößerung der Entfernungen zwischen zwei Raumpunkten sowie der Wellenlänge λ von Strahlung durch die Expansion des Raumes. Im flachen (ungekrümmten) Universum gilt:
{\displaystyle D_{A}=a\cdot D_{c}}
{\displaystyle D_{c}} mitbewegte Entfernung
{\displaystyle D_{A}} Winkeldurchmesserentfernung.
Im räumlich flachen Universum entspricht die Winkeldurchmesserentfernung der physikalischen Entfernung.
Damit vergrößert sich der Raum mit dem Faktor a³. Die Dichte von Materie verringert sich daher mit dem Faktor 1/a³. 
Die Temperatur T sowie der Wellenvektor k=1/λ des Lichtes sinken mit 1/a. Die Energiedichte der Strahlung h·f/V sinkt deshalb mit dem Faktor 1/a⁴, so dass die Planck-Verteilung der Hintergrundstrahlung erhalten bleibt, die proportional zu T⁴ ist.  Bei Pekuliarbewegungen u sinkt der relativistische Impuls mit 1/a:
{\displaystyle a\gamma u=a'\gamma 'u'}

## Zusammenhang
Die Zeit t wird von der Entstehung des Universums an gemessen und {\displaystyle t_{0}} stellt das heutige Alter des Universums mit (13,7 ± 0,2) Milliarden Jahren dar.
Die zeitliche Entwicklung des Skalenfaktors wird durch die Formeln der allgemeinen Relativitätstheorie bestimmt, welche im Falle eines lokal isotropen und lokal homogenen Universums durch die Friedmann-Gleichungen dargestellt sind. Die Ableitung des Skalenfaktors nach der Zeit kann mit dem Expansionsfaktor E berechnet werden:
{\displaystyle {\dot {a}}(t)=H(t)a(t)=E(t)H(t_{0})a(t)}
Der Skalenfaktor und seine zeitliche Änderung definieren den Hubble-Parameter:
{\displaystyle H(t)={\frac {{\dot {a}}(t)}{a(t)}}.}
Auch die weiteren Ableitungen werden benötigt, mit der Kosmologischen Konstante Λ:
{\displaystyle {\ddot {a}}(t)=({\dot {H}}(t)+H(t)^{2})a(t)}
{\displaystyle {\dot {H}}(t)={\frac {{\ddot {a}}(t)}{a(t)}}-H(t)^{2}={\frac {c^{2}\Lambda }{2}}-1,5H(t)^{2}.}
In der Literatur wird gerne der Beschleunigungs-, Akzelerations-, Dezelerations-, Brems- oder auch Verzögerungsparameter q verwendet:
{\displaystyle q(t)={\frac {-a(t){\ddot {a}}(t)}{{\dot {a}}(t)^{2}}}=-1-{\frac {{\dot {H}}(t)}{H(t)^{2}}}={\frac {{\ddot {a}}(t)}{H(t)^{2}a(t)}}.}